# Эггер, Йозеф
Йозеф Эггер (22 февраля 1889 — 29 августа 1966) — австрийский актёр, снявшийся в 76 фильмах в период с 1935 по 1965 год.

## Биография
18-летний Эггер начал свою сценическую карьеру в театре Леобена. В последующие десятилетия он также выступал в Раймунд-театре в Вене и в Немецком театре в Мюнхене. Помимо актёрского мастерства, Эггер был известным комиком в мюзик-холле и прославился тем, что проделывал «трюки» со своей бородой. Он получил свои первые предложения в кино в 1930-х годах и специализировался на изображении эксцентричных стариков в ролях второго плана. В 1950-х годах он появлялся в комедийных ролях в многочисленных австрийских фильмах той эпохи. На международном уровне Эггер появился как характерный актёр в первых двух фильмах вестерна Серджио Леоне «Долларовая трилогия „: в роли гробовщика в “За пригоршню долларов» (1964) и в роли Пророка в своём последнем появлении на экране, в фильме «На несколько долларов больше» (1965).

## Личная жизнь
Джозеф Эггер был женат и имел трёх сыновей. Он работал актёром до своей смерти в 1966 году в возрасте 77 лет. 
 